# École Militaire (métro de Paris)
Pour les articles homonymes, voir École militaire (homonymie).
École Militaire est une station de la ligne 8 du métro de Paris, située dans le 7e arrondissement de Paris.

## Situation
La station est établie sous l'avenue de La Motte-Picquet au nord-est de la place de l'École-Militaire, à la limite administrative entre le quartier de l'École-Militaire au sud-est et le quartier du Gros-Caillou au nord-ouest. Orientée selon un axe nord-est/sud-ouest, elle s'intercale entre les stations La Motte-Picquet - Grenelle, et La Tour-Maubourg. La première est suivie d'un raccordement avec la ligne 10, embranché en pointe sur la voie en direction de Balard, puis de la station fantôme Champ de Mars.

## Histoire
La station est ouverte le 13 juillet 1913 avec la mise en service du premier tronçon de la ligne 8 entre Opéra et le terminus provisoire de Beaugrenelle (actuelle station Charles Michels sur la ligne 10).
Elle doit sa dénomination à son implantation en bordure de la place de l'École-Militaire, elle-même située à l'angle nord de l'École militaire dont elle reprend le nom, laquelle regroupe de nos jours l'ensemble des organismes de l'enseignement militaire supérieur.
À partir des années 1960, les quais de la station sont modernisés par la mise en place d'un carrossage métallique incurvé sur les piédroits, doté de montants horizontaux de couleur vert d'eau et de cadres publicitaires dorés, éclairés par le haut. Cet aménagement, alors largement déployé sur le réseau pour rénover les stations rapidement et à moindre coût, voit ses lambris repeints dans une nuance de vert plus soutenue dans les années 1990, tandis que les bancs initiaux laissent place à des sièges de style « Motte », d'abord de couleur jaune, puis verts afin de s'harmoniser avec la teinte des lambris.
Dans le cadre du programme « Renouveau du métro » de la RATP, les couloirs et la salle de distribution des titres de transport sont rénovés le 25 juin 2004, puis c'est tour des quais de faire l'objet du même traitement entre 2007 et 2008, ce qui entraîne le retrait définitif de leur carrossage publicitaire au profit d'un renouvellement à l'identique du carrelage blanc biseauté d'origine.
Le 9 octobre 2019, la moitié des plaques nominatives sur les quais de la station sont provisoirement remplacées par la RATP afin de célébrer le 60e anniversaire d'Astérix et Obélix, comme dans onze autres stations sur le réseau. Reprenant notamment la typographie caractéristique de la bande dessinée de René Goscinny et Albert Uderzo, École Militaire est ainsi humoristiquement renommée « École Légionnaire » en référence au dixième album de la série, Astérix légionnaire, paru en 1967.

Anciens aménagements des quais
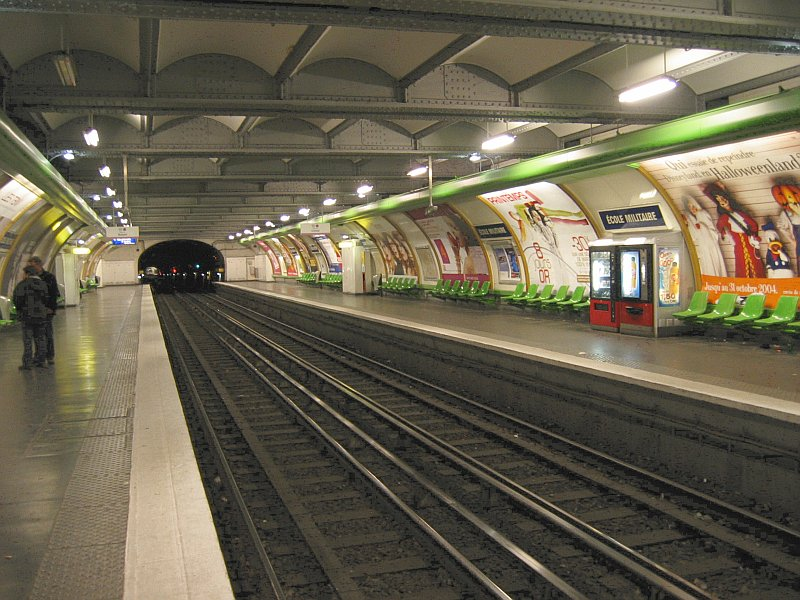
Les quais en 2004 avant le retrait du carrossage.
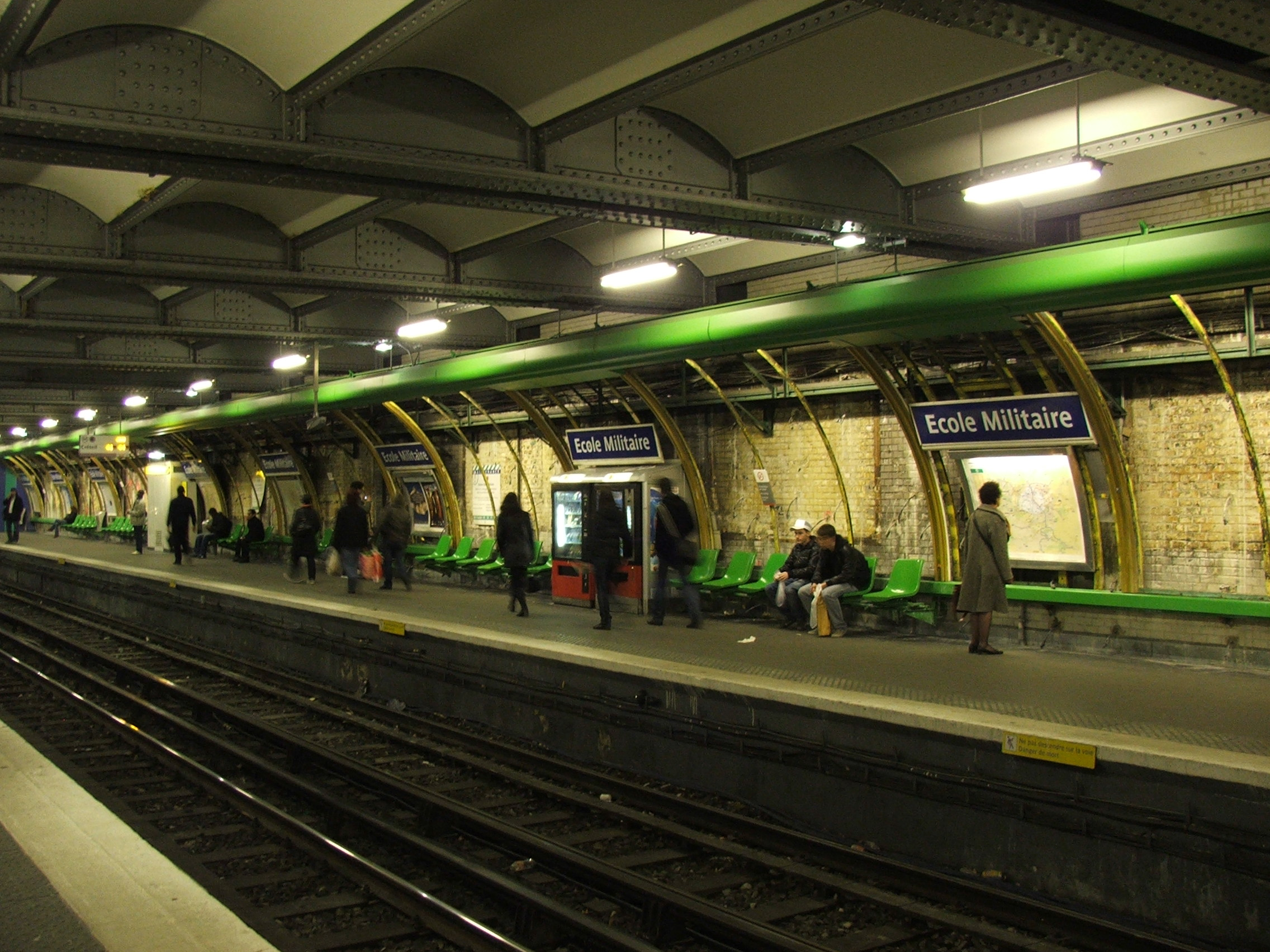
Le carrossage en cours de dépose en 2008.

### Fréquentation
Selon les estimations de la RATP, la station a vu entrer 4 468 169 voyageurs en 2019, ce qui la place à la 99e position des stations de métro pour sa fréquentation. En 2020, avec la crise du Covid-19, son trafic annuel tombe à 1 863 016 voyageurs, la reléguant alors au 128e rang, avant de remonter progressivement en 2021 avec 2 805 976 entrants comptabilisés, ce qui la classe à la 121e position des stations du réseau pour sa fréquentation cette année-là.

## Services aux voyageurs

### Accès
La station dispose de trois accès, dont deux entrées et une sortie secondaire :
- l'accès no 1 « Avenue Bosquet - Tour Eiffel », constitué d'un escalier fixe orné d'une balustrade et d'un candélabre dans le style Dervaux des années 1930, débouchant au droit du no 42 de l'avenue de La Motte-Picquet ;
- l'accès no 2 « Avenue Duquesne - Hôtel des Invalides », constitué d'un escalier fixe également agrémenté d'un entourage Dervaux en fer forgé, se trouvant face au no 41 de l'avenue de La Motte-Picquet ;
- l'accès no 3 « Avenue de La Motte-Picquet », constitué d'un escalier mécanique montant permettant uniquement la sortie depuis le quai en direction de Balard, se situant au droit du no 36 de l'avenue précitée.

Accès à la station
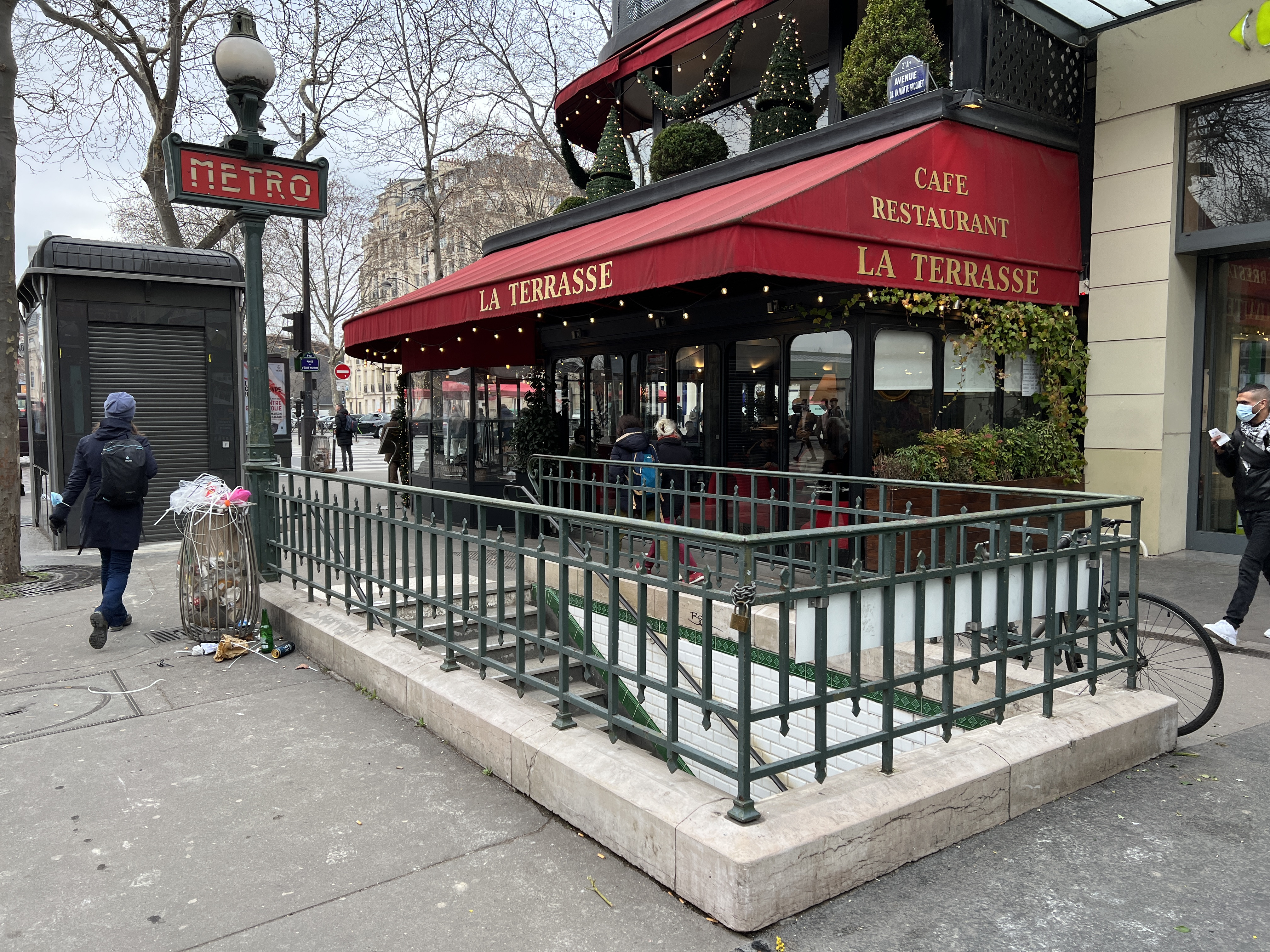
L'accès no 1, « Avenue Bosquet ».
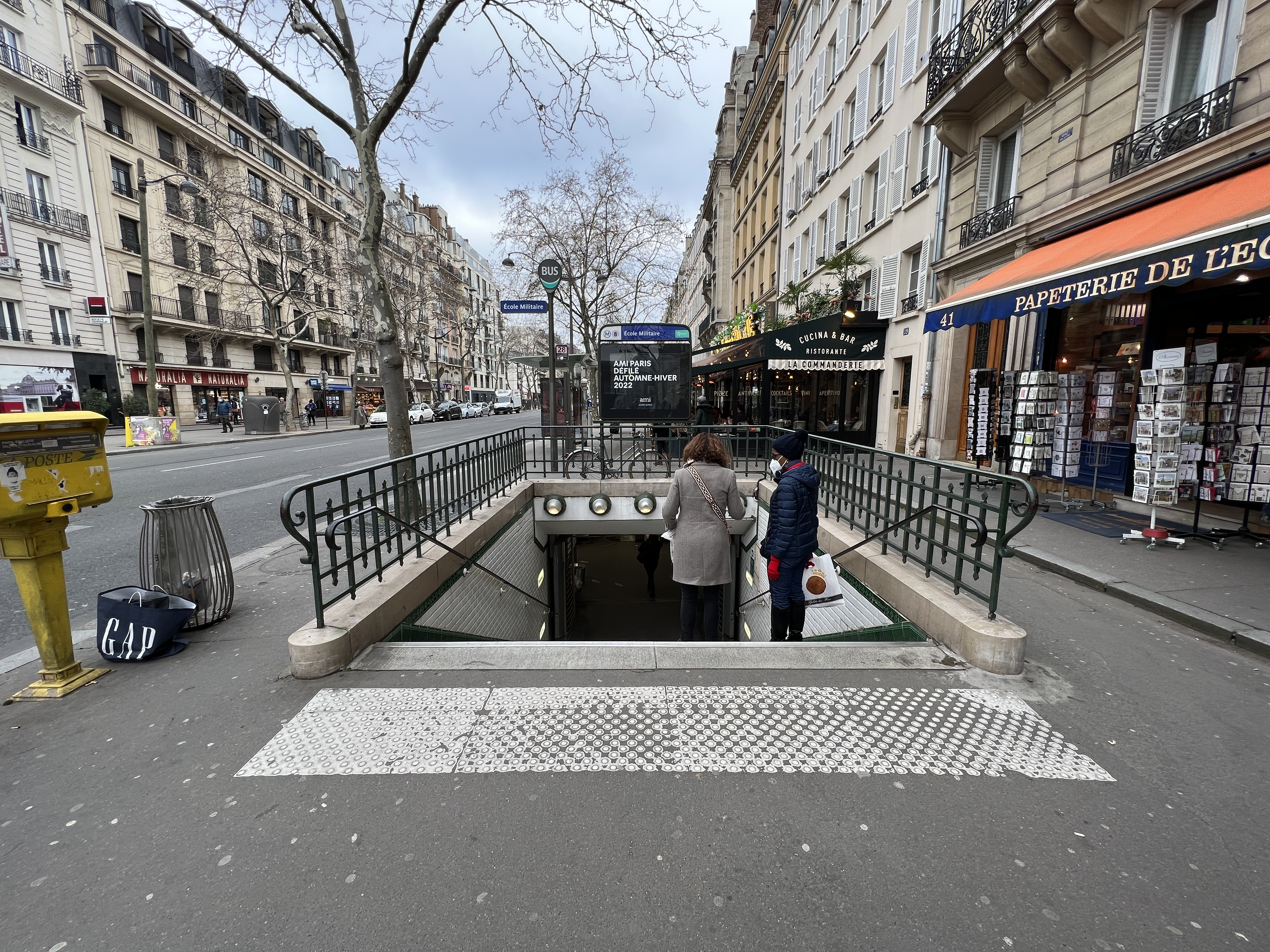
L'accès no 2, « Avenue Duquesne ».
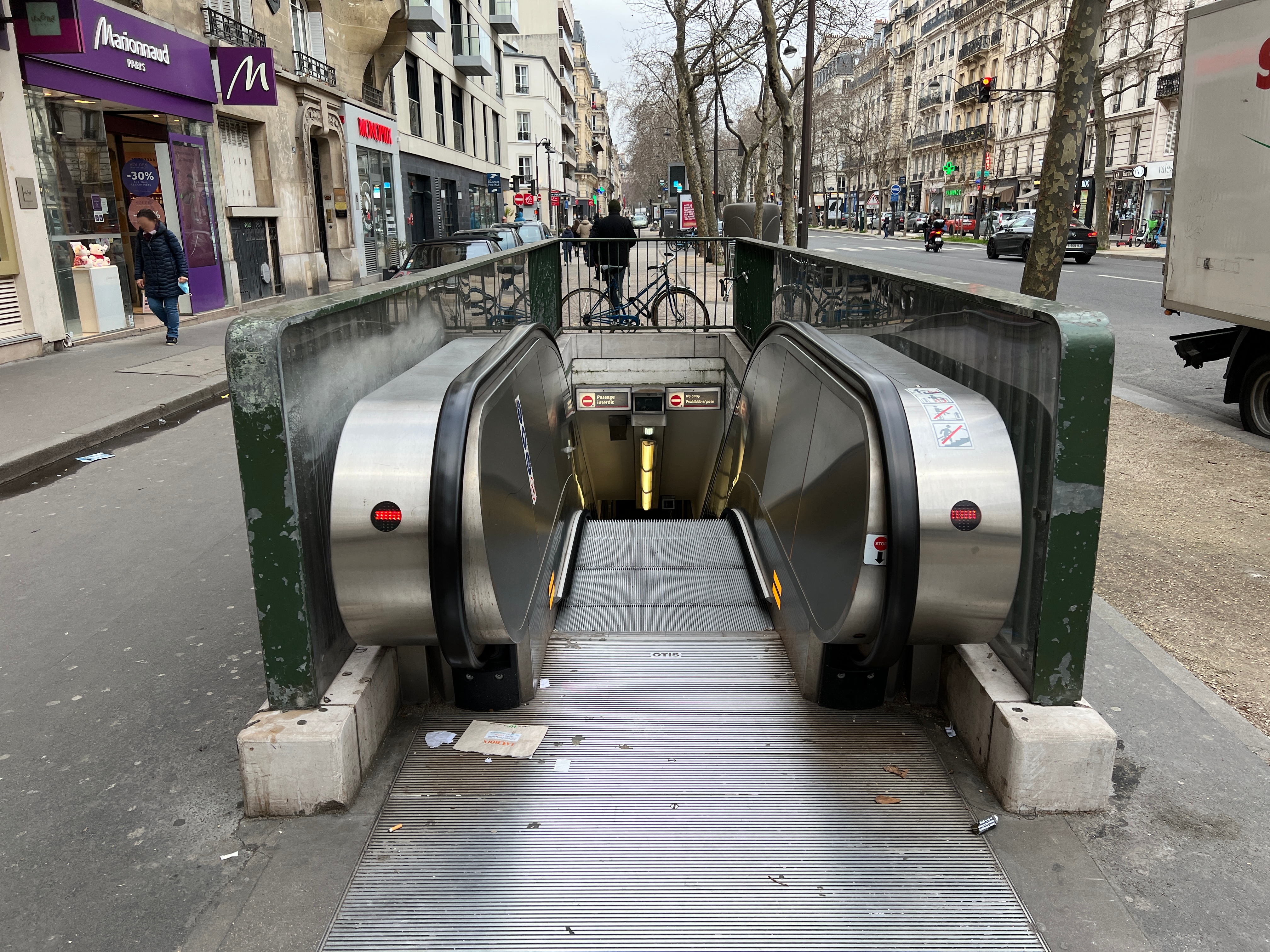
La sortie no 3, « Avenue de La Motte-Picquet ».

### Quais
École Militaire est une station de configuration standard pour le métro de Paris : elle possède deux quais, d'une longueur conventionnelle de 75 mètres, séparés par les voies du métro situées au centre. De par sa construction à fleur de sol, le plafond est constitué d'un tablier métallique supportant la chaussée en surface, dont les poutres, peintes en argenté, sont soutenues par des piédroits verticaux et reliées entre elles par des cornières, lesquelles portent des voûtains en briques peints en blanc. Les traditionnels carreaux en céramique blancs biseautés recouvrent les piédroits ainsi que les tympans. Les cadres publicitaires métalliques sont inclinés et le nom de la station est inscrit en police de caractères Parisine sur des plaques émaillées. Les sièges, de style « Akiko », sont de couleur verte. L'éclairage est semi-direct, projeté sur les piédroits, les publicités et la première rangée de voûtains au-dessus de chaque quai, en partant du piédroit.
La décoration est ainsi similaire à celle des stations La Muette sur la ligne 9 et Charles Michels sur la ligne 10, également construites avec une couverture métallique, puis carrossées dans les années 1960 et entièrement rénovées à la fin des années 2000.

Quais de la station
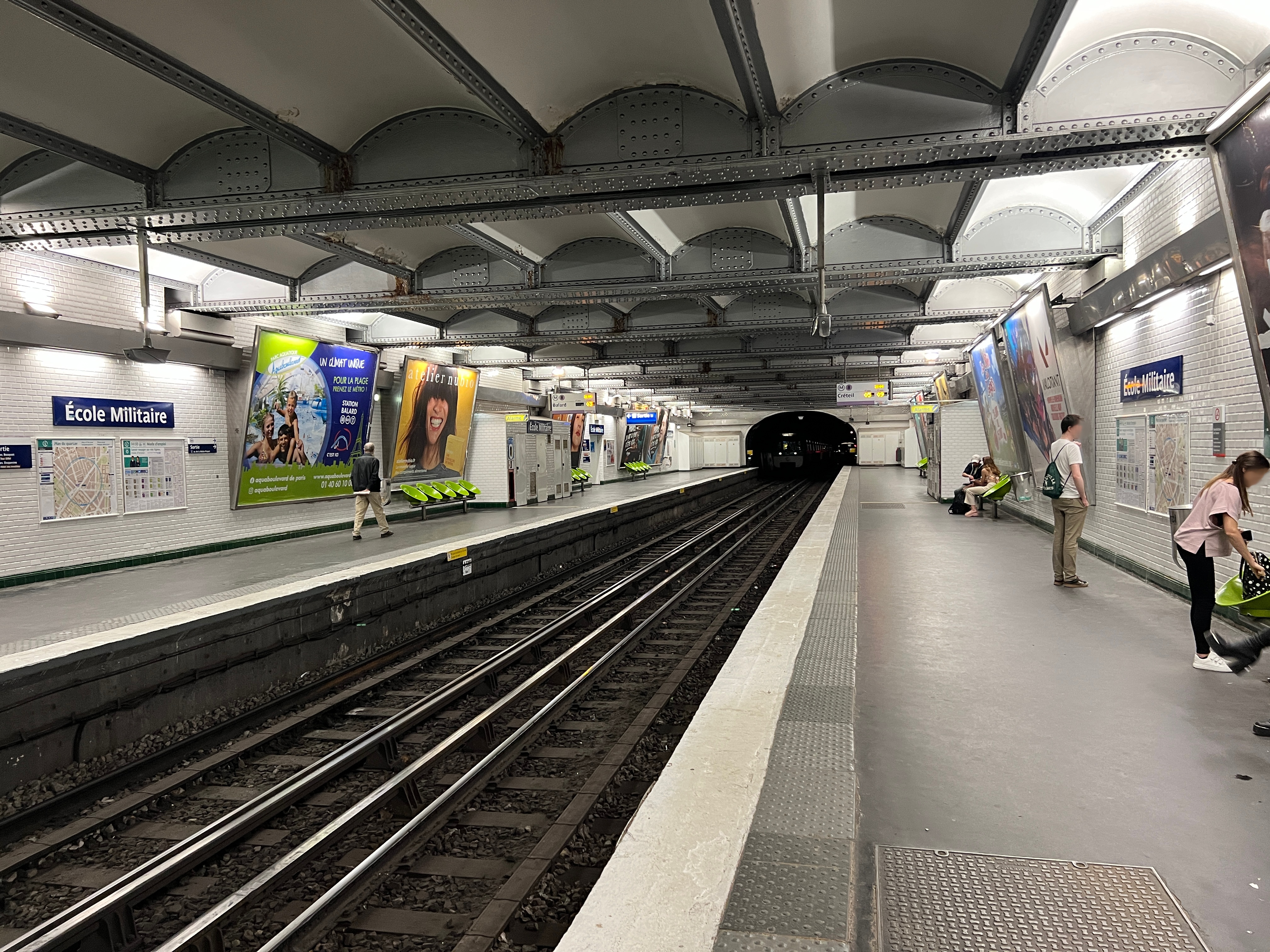
Les quais après rénovation, vus vers Pointe du Lac.
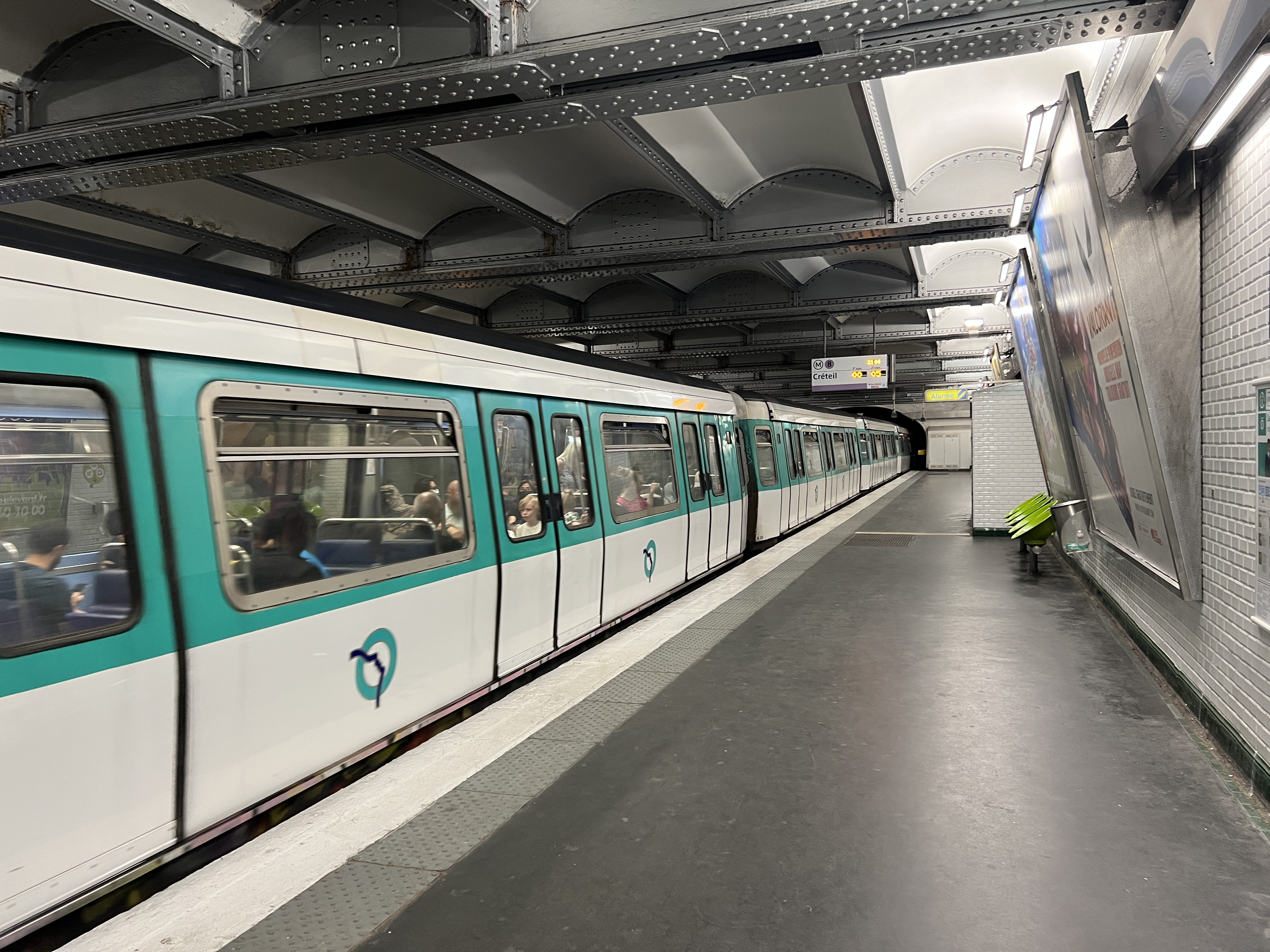
Départ d'une rame MF 77 en direction de Pointe du Lac.
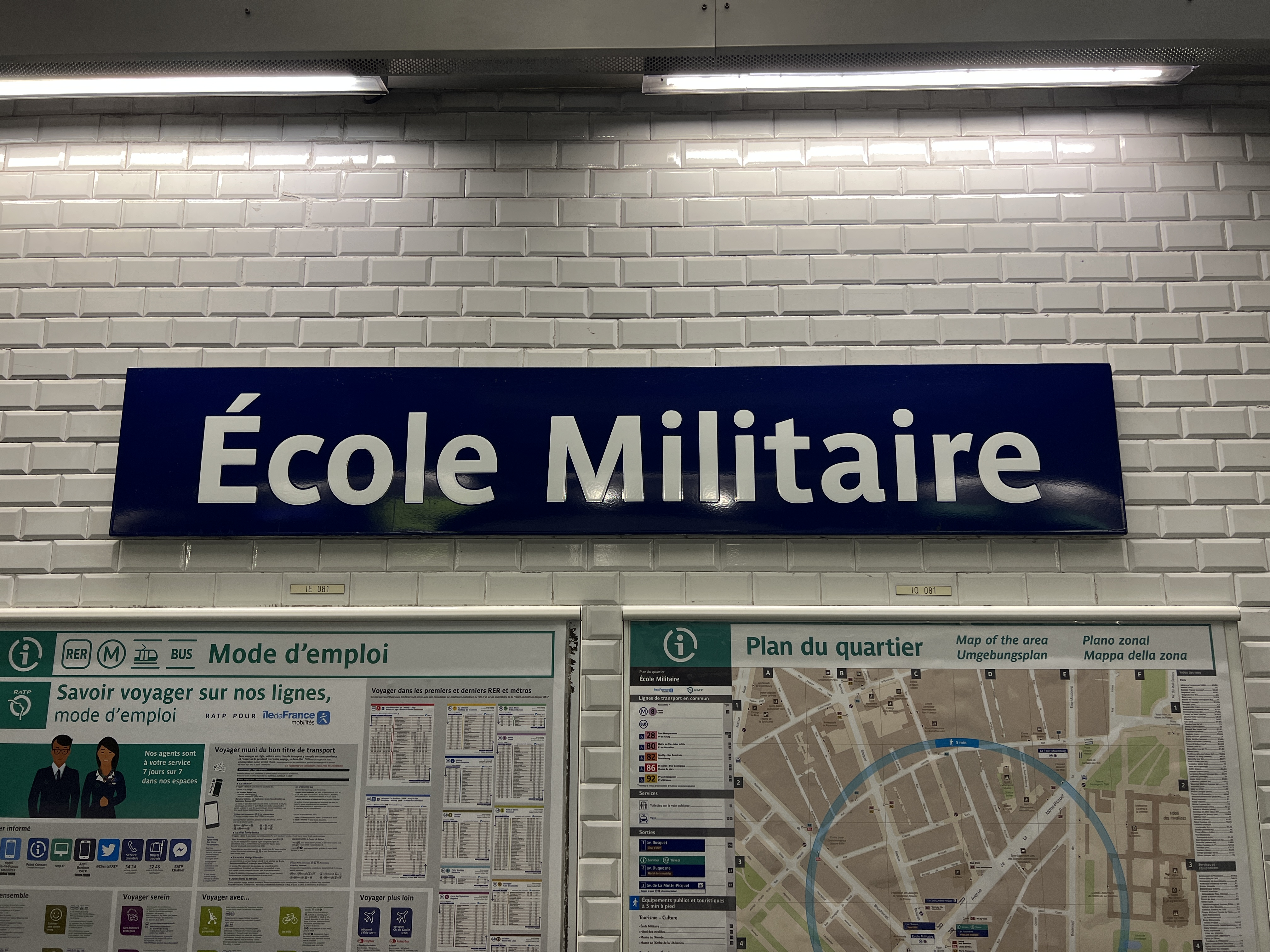
Plaque émaillée indiquant le nom de la station.

### Intermodalité
La station est desservie par les lignes 28, 80, 82, 86 et 92 du réseau de bus RATP.

## À proximité
- École militaire
- Champ-de-Mars
  - Grand Palais éphémère
  - Monument des Droits de l'homme
- Section piétonne commerçante de la rue Cler
- Siège de la CNIL